# CEIBA Intercontinental
CEIBA Intercontinental es una aerolínea con base en Malabo, Guinea Ecuatorial. Su principal base de operaciones es el Aeropuerto Internacional de Malabo. Se constituyó en el año 2007, mismo año en el que la aerolínea de bandera de Guinea Ecuatorial Ecuato Guineana cesó sus operaciones.
La compañía se encuentra en la lista negra de compañías aéreas de la Unión Europea desde julio de 2024.

## Destinos

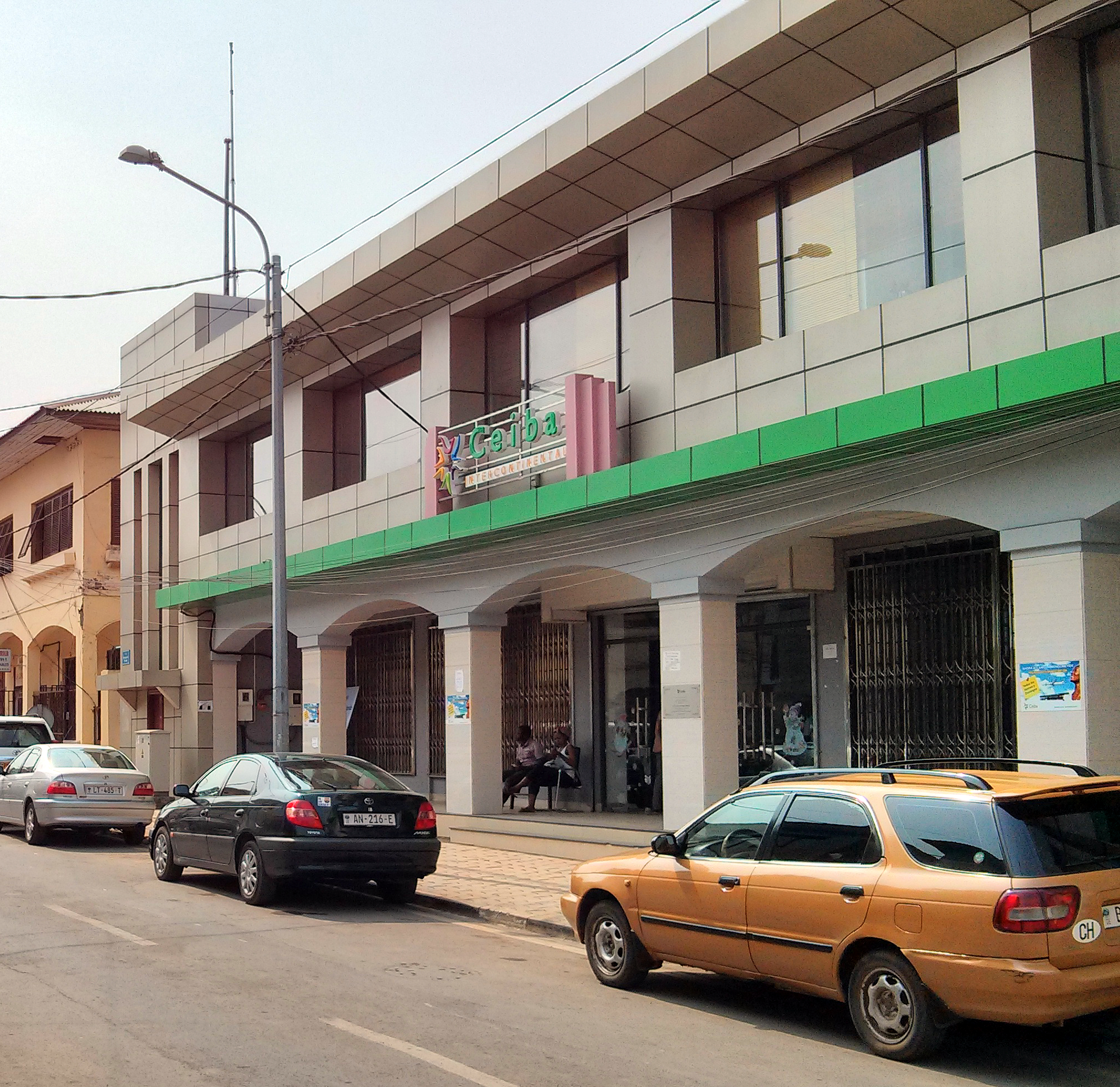
Sede central de Ceiba International en Malabo.

CEIBA Intercontinental vuela a los siguientes destinos (septiembre de 2024):
| Países            | Destinos   | Aeropuertos                                       |
| ----------------- | ---------- | ------------------------------------------------- |
| Benín             | Cotonú     | Aeropuerto de Cotonú-Cadjehoun                    |
| Guinea Ecuatorial | Bata       | Aeropuerto de Bata                                |
| Guinea Ecuatorial | Malabo     | Aeropuerto de Malabo-Santa Isabel (HUB)           |
| Guinea Ecuatorial | Mengomeyén | Aeropuerto Internacional Presidente Obiang Nguema |
| Togo              | Lomé       | Aeropuerto de Lomé-Tokoin                         |

## Flota

### Flota actual
La flota de CEIBA Intercontinental incluye los siguientes aviones:
| Aeronaves      | En servicio | Pedidos | Pasajeros                                              | Pasajeros                                              | Pasajeros                                              | Pasajeros                                              | Matrículas                                             | Antigüedad                                             |
| Aeronaves      | En servicio | Pedidos | F                                                      | C                                                      | Y                                                      | Total                                                  | Matrículas                                             | Antigüedad                                             |
| -------------- | ----------- | ------- | ------------------------------------------------------ | ------------------------------------------------------ | ------------------------------------------------------ | ------------------------------------------------------ | ------------------------------------------------------ | ------------------------------------------------------ |
| ATR 42         | 2           | —       | —                                                      | —                                                      | 48                                                     | 48                                                     | 3C-LLH                                                 | 16,7 años                                              |
| ATR 42         | 2           | —       | Carga                                                  | Carga                                                  | Carga                                                  | Carga                                                  | 3C-LLG                                                 | 31,8 años                                              |
| ATR 72         | 1           | —       | —                                                      | —                                                      | 68                                                     | 68                                                     | 3C-LLM                                                 | 16,1 años                                              |
| Boeing 737-800 | 1           | —       | —                                                      | 20                                                     | 126                                                    | 146                                                    | ET-AWS                                                 | 9,8 años                                               |
| Boeing 767-300 | 1           | —       | 50                                                     | —                                                      | —                                                      | 50                                                     | 3C-MAG                                                 | 24,6 años                                              |
| Total          | 5           | —       | Edad media de la flota (septiembre de 2024): 19,8 años | Edad media de la flota (septiembre de 2024): 19,8 años | Edad media de la flota (septiembre de 2024): 19,8 años | Edad media de la flota (septiembre de 2024): 19,8 años | Edad media de la flota (septiembre de 2024): 19,8 años | Edad media de la flota (septiembre de 2024): 19,8 años |

### Flota histórica
| Aeronaves       | Total | Introducido | Retirado | Matrículas                    |
| --------------- | ----- | ----------- | -------- | ----------------------------- |
| Airbus A300     | 1     | 2007        | 2016     | TC-MND                        |
| Boeing 777-200  | 1     | 2011        | 2023     | 3C-LLS (rrg. CS-TQX) y 3C-MAB |
| Embraer ERJ-145 | 2     | 2018        | 2020     | ET-AVV y ET-AVU               |
| Ilyushin IL-76  | 2     | 2013        | 2018     | RA-76446 y RA-76384           |

## Accidentes e incidentes
- El 5 de septiembre de 2015, un Boeing 737 que realizaba el Vuelo 71 (Dakar-Cotonú) chocó contra una ambulancia aérea HS-125 que volaba desde Uagadugú (Burkina Faso) a Dakar (Senegal). El Boeing 737 se desvió hacia Malabo, donde aterrizó sin problemas. Al parecer, la ambulancia aérea sufrió un incidente de descompresión y se cree que se estrelló en el Océano Atlántico, falleciendo las 7 personas que iban a bordo.[7]